# Golfingia (Golfingia) elongata
Golfingia (Golfingia) elongata is een soort in de taxonomische indeling van de Sipuncula (Pindawormen).
Het dier behoort tot het geslacht Golfingia en behoort tot de familie Golfingiidae. De wetenschappelijke naam van de soort werd voor het eerst geldig gepubliceerd in 1862 door Keferstein.